# YouTube Rewind

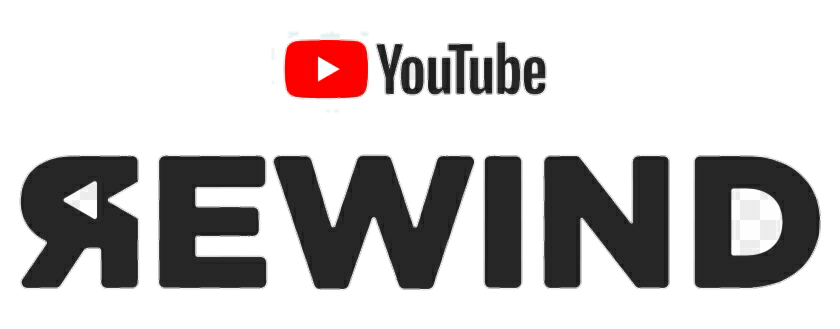

YouTube Rewind foi uma série de vídeos produzidos e enviados pelo YouTube no seu canal oficial. Os vídeos são uma visão geral e recapitulação dos vídeos mais populares do ano na plataforma. A cada ano, a quantidade de celebridades destacadas no vídeo, bem como a apresentação da série, tem aumentado.

## Vídeos
O primeiro vídeo foi o YouTube Rewind 2010: Year in Review, (que em português na tradução livre significa Ano em Revisão) em que foi publicado pelo canal YouTube Trends em 12 de dezembro de 2010. O canal oficial Spotlight publicou o mesmo vídeo no dia seguinte, posteriormente ganhando mais visualizações. O vídeo Bed Intruder Song, de Antoine Dodson e The Gregory Brothers foi revelado como tendo sido o vídeo mais visualizado de 2010.
Em 2011, Rebecca Black foi a protagonista do vídeo, apresentando o vídeo e o videoclipe de sua música "Friday" foi revelado como o vídeo mais visualizado do ano.
Em 2012, "Gangnam Style", de PSY, e  "Call Me Maybe", de Carly Rae Jepsen, foram os temas do ano. Em comparação com o ano anterior, YouTubers e famosos participavam do vídeo, incluindo o próprio PSY. Além disso, foram feitas referências à eleição presidencial dos EUA de 2012, a Felix Baumgartner e à NASA no vídeo.
Em 2013, a música de tema foi a de Ylvis, "The Fox (What Does the Fox Say?)". Também foi adicionando outros tópicos de 2013 como a música de Robin Thicke, "Blurred Lines". As músicas de Miley Cyrus, "We Can't Stop" e "Wrecking Ball", de PSY,  Gentleman" (vídeo eliminado em janeiro de 2015 por razões desconhecidas), Macklemore e Ryan Lewis, com seu álbum The Heist, Lady Gaga, com "Applause", Katy Perry, com "Roar" e o meme Harlem Shake. O vídeo foi produzido pelo estúdio Portal A.
Em 9 de dezembro de 2014, o YouTube Spotlight lançou "Turn down for 2014," que incluía músicas e fundos de músicas como "Turn Down for What", "Bang Bang", "Happy", "#Selfie", "Anaconda", "Dark Horse", "Fancy", "All About That Bass", "Let It Go" e   "Shake It Off". Os convidados celebridades incluem Stephen Colbert, Jimmy Kimmel, John Oliver, Chris Hardwick, Conchita Wurst, e Conan O'Brien. YouTubers incluidos PewDiePie, Danisnotonfire, Amazing Phil, Connor Franta, iJustine, Tyler Oakley, Bethany Mota, HolaSoyGermán, Smosh,  iiSuperwomanii e Kid President. No total, mais de 120 criadores de conteúdo do YouTube apareceram no vídeo. Junto com o "Turn Down for 2014", YouTube também lançou duas playlists nomeado "Top Trending Videos Of 2014" e "Top Trending Videos Of 2014" no YouTube Rewind Channel. Versões específicas de países destas listas também foram lançados no YouTube Rewind Channel para os diferentes países.
Em 9 de dezembro de 2015, YouTube Spotlight projetou "Now Watch Me 2015". A gravação mostrou atores de 129 canais do YouTube. Ele incluía canções de fundo, tais como "Watch Me "Whip/Nae Nae", "Cheerleader", "Can't Feel My Face", "Lean On", e "What do You Mean". Ele também parodiou os filmes Mad Max e De Volta para o Futuro.
Em 7 de dezembro de 2016, o YouTube Spotlight promoveu "The Ultimate 2016 Challenge". O videoclipe apresentou muitos Youtubers e também o então novo Youtuber, o ator Dwayne Johnson mais conhecido como "The Rock". O vídeo incluía canções de fundo, como Sorry, Pen-Pineapple-Apple-Pen, do comediante japonês Daimaou Kosaka, Closer, entre outras.
Em 6 de dezembro de 2017, o YouTube Spotlight lançou "The Shape of 2017". O vídeo apresentou muitos Youtubers, também cantores como Luis Fonsi e Daddy Yankee, do hit "Despacito", e o DJ Marshmello. O vídeo incluía canções de fundo, tais como "Shape of You", "Humble", "Despacito", entre outras.
Em 6 de dezembro de 2018, o YouTube Spotlight estreou "Everyone Controls Rewind". A fita apresentou muitos Youtubers, também atores como Will Smith, e do DJ Marshmello. Tal incluía canções de fundo, tais como "High Hopes", "Idol", "Happier", "I Love It", "In My Feelings", "Dame Tu Cosita", "Baby Shark", entre outras. Todavia, a comunidade apresentou uma reação negativa ao vídeo, com muitos criticando a ênfase em Fortnite e K-pop presentes no vídeo, e a falta do YouTuber com mais inscritos do site, Félix Kjellberg (PewDiePie). Tal reação fez com que o vídeo superasse "Baby", de Justin Bieber e viesse a ter mais de 18 milhões de deslikes em poucos dias, sendo assim, o vídeo mais odiado da história do YouTube e o pior de acordo com a comunidade.
Em 5 de dezembro de 2019, o YouTube Spotlight estreou "For the Record Rewind". A produção audiovisual apresentou muitas músicas com mais reproduções por ano.
A edição de 2020 foi cancelada, segundo o YouTube porque "2020 tem sido diferente, e não tínhamos motivos para continuar como se não fosse o caso", já que eventos negativos como a pandemia de COVID-19 e os protestos antirracistas nos Estados Unidos em 2020 permearam o ano. No ano seguinte, o YouTube anunciou que não voltaria a fazer vídeos Rewind, deixando isso para os criadores. Ao invés disso, uma transmissão interativa de 24 horas intitulada Escape2021 foi transmitida em 16 de dezembro, incluindo uma performance ao vivo no Minecraft do grupo BTS.